# Sojus T-7
Sojus T-7 ist die Missionsbezeichnung für den am 19. August 1982 gestarteten Flug eines sowjetischen Sojus-Raumschiffs zur sowjetischen Raumstation Saljut 7. Es war der dritte Besuch eines Sojus-Raumschiffs bei dieser Raumstation und der 67. Flug im sowjetischen Sojusprogramm.

## Besatzung

### Startbesatzung
- Leonid Iwanowitsch Popow (3. Raumflug), Kommandant
- Alexander Alexandrowitsch Serebrow (1. Raumflug), Bordingenieur
- Swetlana Jewgenjewna Sawizkaja (1. Raumflug), Forschungskosmonautin

Auch Popow erreichte damit die sowjetische Rekordmarke von drei Flügen in den Orbit. Weder Serebrow noch Sawizkaja hatten zuvor zu einer Reservemannschaft gehört.

### Ersatzmannschaft
- Wladimir Wladimirowitsch Wasjutin, Kommandant
- Wiktor Petrowitsch Sawinych, Bordingenieur
- Irina Rudolfowna Pronina, Forschungskosmonautin

### Rückkehrbesatzung
- Anatoli Nikolajewitsch Beresowoi (1. Raumflug), Kommandant
- Walentin Witaljewitsch Lebedew (2. Raumflug), Bordingenieur

## Missionsüberblick
Am 19. August 1982 erfolgte der Start vom Weltraumbahnhof Baikonur in der Kasachischen Sozialistischen Sowjetrepublik.
Das Raumschiff brachte Versorgungsgüter und Post für die Stammbesatzung der Saljut-Station. Swetlana Sawizkaja wurde die Kommandokapsel der Sojus T-7 als Privatraum zur Verfügung gestellt.
Am 10. Dezember 1982 landete die Rückkehrkapsel mit Walentin Lebedew und Anatoli Beresowoi an Bord  nach 113 Tagen 1 Stunde 50 Minuten und 44 Sekunden und 1.825 Erdumrundungen 118 km östlich von Schesqasghan Kasachstan.